# Liste der Medaillengewinner bei Olympischen Jugendspielen aus Österreich
Die Liste der Medaillengewinner bei Olympischen Jugendspielen aus Österreich listet alle Sportler des Österreichischen Olympischen Comités, die bei Olympischen Jugendspielen eine Medaille erringen konnten.

## Liste
| Athlet                      | Teilnahme                | Sportart                          | Medaille(n)                                             |
| --------------------------- | ------------------------ | --------------------------------- | ------------------------------------------------------- |
| Ager, Christina             | Jugend-Winterspiele 2012 | Ski Alpin                         | Mixed Team Super-G                                      |
| Andexer, Anna               | Jugend-Winterspiele 2020 | Biathlon                          | 6 km Sprint                                             |
| Arnberger, Nicole           | Jugend-Winterspiele 2012 | Eishockey                         | Mannschaft                                              |
| Bassani, Johanna            | Jugend-Winterspiele 2020 | Nordische Kombination             | Staffel, Normalschanze / 4 × 3,3 km                     |
| Buchholzer, Michelle        | Jugend-Winterspiele 2012 | Freestyle-Skiing                  | Skicross                                                |
| Dagn, Florian               | Jugend-Winterspiele 2016 | Skispringen                       | Mixed-Teamspringen Normalschanze                        |
| Egle, Madeleine             | Jugend-Winterspiele 2016 | Rennrodeln                        | Einsitzer                                               |
| Fest, Nadine                | Jugend-Winterspiele 2016 | Ski Alpin                         | Super-G                                                 |
| Frauscher, Armin            | Jugend-Winterspiele 2012 | Rennrodeln                        | Teamstaffel                                             |
| Frick, Julia                | Jugend-Winterspiele 2012 | Eishockey                         | Mannschaft                                              |
| Geisler, Stefan             | Jugend-Winterspiele 2012 | Skeleton                          | Einzel                                                  |
| Gfrerer, Andreas            | Jugend-Winterspiele 2024 | Nordische Kombination             | Normalschanze / 4 km                                    |
| Graf, Mathias               | Jugend-Winterspiele 2012 | Ski Alpin                         | Mixed Team Slalom                                       |
| Gram, Elisabeth             | Jugend-Winterspiele 2012 | Freestyle-Skiing                  | Halfpipe                                                |
| Grascher, Tamara            | Jugend-Winterspiele 2012 | Eishockey                         | Mannschaft                                              |
| Gschwentner, Ignaz          | Jugend-Winterspiele 2020 | Eisschnelllauf                    | Teamsprint (gewonnen als Gemischte Mannschaft)          |
| Grünwald, Ingeborg          | Jugend-Sommerspiele 2018 | Leichtathletik                    | Weitsprung                                              |
| Gürtler, Alexandra          | Jugend-Winterspiele 2012 | Eishockey                         | Mannschaft                                              |
| Haagen, David               | Jugend-Winterspiele 2020 | Skispringen Nordische Kombination | Normalschanze Staffel, Normalschanze / 4 × 3,3 km       |
| Haagen, Lukas               | Jugend-Winterspiele 2024 | Skispringen                       | Mixed-Teamspringen Normalschanze                        |
| Haslinger, Lukas            | Jugend-Winterspiele 2020 | Biathlon                          | 12 km Einzel                                            |
| Hengelmüller, Karolina      | Jugend-Winterspiele 2020 | Eishockey                         | 3×3 Turnier Mädchen (gewonnen als Gemischte Mannschaft) |
| Hirner, Lisa                | Jugend-Winterspiele 2020 | Nordische Kombination Skispringen | Normalschanze / 4 km Mixed-Teamspringen Normalschanze   |
| Hoffmann, Philip            | Jugend-Winterspiele 2020 | Ski Alpin                         | Riesenslalom Teamwettbewerb                             |
| Huck, Christine             | Jugend-Sommerspiele 2010 | Judo                              | Klasse bis 52 kg                                        |
| Huber, Julia                | Jugend-Winterspiele 2016 | Skispringen                       | Mixed-Teamspringen Normalschanze                        |
| Hummel, Victoria            | Jugend-Winterspiele 2012 | Eishockey                         | Mannschaft                                              |
| Humml, Nikolaus             | Jugend-Winterspiele 2024 | Skispringen                       | Normalschanze Mixed-Teamspringen Normalschanze          |
| Iberer, Anna                | Jugend-Winterspiele 2012 | Eishockey                         | Mannschaft                                              |
| Karrer, Hanna               | Jugend-Winterspiele 2024 | Snowboard                         | Slopestyle                                              |
| Kahler, Marlene             | Jugend-Sommerspiele 2018 | Schwimmen                         | 400 m Freistil 800 m Freistil                           |
| Kastlunger, Miriam-Stefanie | Jugend-Winterspiele 2012 | Rennrodeln                        | Einsitzer Teamstaffel                                   |
| Knabl, Alois                | Jugend-Sommerspiele 2010 | Triathlon                         | Einzel                                                  |
| Kneß, Martina               | Jugend-Winterspiele 2012 | Eishockey                         | Mannschaft                                              |
| Koller, Lorenz              | Jugend-Winterspiele 2012 | Rennrodeln                        | Teamstaffel                                             |
| Lammer, Laura               | Jugend-Sommerspiele 2018 | Sportklettern                     | Olympische Kombination                                  |
| Leitner, Clemens            | Jugend-Winterspiele 2016 | Skispringen                       | Mixed-Teamspringen Normalschanze                        |
| Leutgeb, Daniel             | Jugend-Sommerspiele 2018 | Judo                              | Klasse bis 55 kg                                        |
| Lerch, Anna                 | Jugend-Winterspiele 2024 | Rennrodeln                        | Doppelsitzer                                            |
| Lerch, Nina                 | Jugend-Winterspiele 2024 | Rennrodeln                        | Doppelsitzer                                            |
| Lettner, Sandra             | Jugend-Sommerspiele 2018 | Sportklettern                     | Olympische Kombination                                  |
| List, Anja                  | Jugend-Winterspiele 2012 | Eishockey                         | Mannschaft                                              |
| Luggin, Magdalena           | Jugend-Winterspiele 2020 | Eishockey                         | 3×3 Turnier Mädchen (gewonnen als Gemischte Mannschaft) |
| Maier, Benjamin             | Jugend-Winterspiele 2012 | Bob                               | Zweierbob                                               |
| Mair, Carina                | Jugend-Winterspiele 2012 | Skeleton                          | Einzel                                                  |
| Marchart, Paula             | Jugend-Winterspiele 2012 | Eishockey                         | Mannschaft                                              |
| Meixner, Anna               | Jugend-Winterspiele 2012 | Eishockey                         | Mannschaft                                              |
| Meixner, Anna               | Jugend-Winterspiele 2012 | Eishockey                         | Mannschaft                                              |
| Moharitsch, Vanessa         | Jugend-Winterspiele 2020 | Nordische Kombination             | Staffel, Normalschanze / 4 × 3,3 km                     |
| Mühlbacher, Julia           | Jugend-Winterspiele 2020 | Skispringen                       | Mixed-Teamspringen Normalschanze                        |
| Neumayer, Florian           | Jugend-Winterspiele 2024 | Ski Alpin                         | Mixed Team Riesenslalom                                 |
| Oberauer, Nils              | Jugend-Winterspiele 2020 | Skibergsteigen                    | Einzel                                                  |
| Ofensberger, Robert         | Jugend-Winterspiele 2012 | Bob                               | Zweierbob                                               |
| Opetnik, Manuel             | Jugend-Winterspiele 2016 | Ski Alpin                         | Super-G                                                 |
| Pechmann, Julia             | Jugend-Winterspiele 2012 | Eishockey                         | Mannschaft                                              |
| Pokorny, Sara               | Jugend-Winterspiele 2024 | Skispringen                       | Mixed-Teamspringen Normalschanze                        |
| Polczik, Paulina            | Jugend-Winterspiele 2012 | Eishockey                         | Mannschaft                                              |
| Polleres, Michaela          | Jugend-Sommerspiele 2014 | Judo                              | Klasse bis 63 kg                                        |
| Prosenz, Noemi              | Jugend-Winterspiele 2012 | Eishockey                         | Mannschaft                                              |
| Rettenegger, Stefan         | Jugend-Winterspiele 2020 | Nordische Kombination Skispringen | Normalschanze / k m Mixed-Teamspringen Normalschanze    |
| Rettenwender, Martina       | Jugend-Winterspiele 2012 | Ski Alpin                         | Mixed Team                                              |
| Riedl, Lina Angelika        | Jugend-Winterspiele 2024 | Rennrodeln                        | Doppelsitzer                                            |
| Riedl, Marie                | Jugend-Winterspiele 2024 | Rennrodeln                        | Doppelsitzer Einsitzer Teamstaffel                      |
| Salzgeber, Amanda           | Jugend-Winterspiele 2020 | Ski Alpin                         | Alpine Kombination Riesenslalom Teamwettbewerb          |
| Schachner, Eva              | Jugend-Winterspiele 2024 | Ski Alpin                         | Super-G                                                 |
| Schafzahl, Theresa          | Jugend-Winterspiele 2016 | Eishockey                         | Skills-Challenge                                        |
| Scharnagl, Johannes         | Jugend-Winterspiele 2024 | Rennrodeln                        | Teamstaffel                                             |
| Scheib, Julia               | Jugend-Winterspiele 2016 | Ski Alpin                         | Super-G                                                 |
| Schiegl, Moritz             | Jugend-Winterspiele 2024 | Rennrodeln                        | Teamstaffel                                             |
| Schmid, Anna                | Jugend-Winterspiele 2012 | Eishockey                         | Mannschaft                                              |
| Schulte, Mercedes           | Jugend-Winterspiele 2016 | Bob                               | Monobob                                                 |
| Schwarz, Marco              | Jugend-Winterspiele 2012 | Ski Alpin                         | Alpine Kombination Riesenslalom Mixed Team              |
| Socher, Paul                | Jugend-Winterspiele 2024 | Rennrodeln                        | Einsitzer Teamstaffel                                   |
| Sommerer, Janik             | Jugend-Winterspiele 2024 | Freestyle-Skiing                  | Skicross                                                |
| Spitz, Emma                 | Jugend-Sommerspiele 2018 | Golf                              | Zählspiel                                               |
| Steiner, Luisa              | Jugend-Winterspiele 2012 | Eishockey                         | Mannschaft                                              |
| Steu, Thomas                | Jugend-Winterspiele 2012 | Rennrodeln                        | Teamstaffel                                             |
| Stigger, Laura              | Jugend-Sommerspiele 2018 | Radsport                          | Combined Criterium                                      |
| Streicher, Hannah           | Jugend-Sommerspiele 2018 | Trampolinturnen                   | Combined Criterium                                      |
| Sturm, Asaja                | Jugend-Winterspiele 2024 | Ski Alpin                         | Super-G                                                 |
| Traninger, Manuel           | Jugend-Winterspiele 2016 | Ski Alpin                         | Slalom Alpine Kombination                               |
| Vadlau, Lara                | Jugend-Sommerspiele 2010 | Segeln                            | Byte CII                                                |
| Wadsak, Meghann             | Jugend-Winterspiele 2024 | Skispringen                       | Mixed-Teamspringen Normalschanze                        |
| Waroschitz, Maja            | Jugend-Winterspiele 2024 | Ski Alpin                         | Alpine Kombination Slalom Mixed Team                    |
| Weratschnig, Nadine         | Jugend-Sommerspiele 2014 | Kanu                              | C1 Slalom                                               |
| Willenshofer, Julia         | Jugend-Winterspiele 2012 | Eishockey                         | Mannschaft                                              |
| Wizani, Benny               | Jugend-Sommerspiele 2018 | Trampolinturnen                   | Einzel                                                  |
| Wolf, Lara                  | Jugend-Winterspiele 2016 | Freestyle-Skiing                  | Halfpipe                                                |
| Wolffhardt, Viktoria        | Jugend-Sommerspiele 2010 | Kanu                              | K1 Slalom                                               |
| Wörgötter, Marco            | Jugend-Winterspiele 2020 | Skispringen                       | Normalschanze Mixed-Teamspringen Normalschanze          |